# GPB (azienda)
Georgian Public Broadcasting ("Radiodiffusione pubblica georgiana", in georgiano საქართველოს საზოგადოებრივი მაუწყებელი?, trasl. sakartvelos sazogadoebrivi mauts'q'ebeli; acronimo GPB)  è un'azienda georgiana che si occupa della teleradiodiffusione pubblica della Georgia.

## Storia
Ha iniziato a trasmettere per radio nel 1925 e per TV il 1956. Oggi, l'85% della popolazione georgiana riceve il primo canale (1TV), e il 55% riceve il secondo canale (2TV). I programmi della TV georgiana sono anche ricevuti via satellite e via Internet in diversi paesi europei e asiatici.

### Trasformazione da TV riservata allo stato a TV pubblica
L'adozione della legge sulla radiodiffusione del 2004, ha iniziato il processo di trasformazione della tv georgiana da un'emittente statale in un'emittente pubblica. Nel 2005 il Parlamento georgiano ha eletto un Consiglio Direttivo, composto da nove membri. Uno di loro, Tamar Kintsurashvili, da Istituto della libertà, è stato successivamente eletto come primo direttore generale della GPB. Levan Qubaneishvili è l'attuale inquilino di questa posizione.

## Programmazione
Il primo canale della GPB (პირველი არხი, p'irveli archi) trasmette autoproduzioni originali, oltre a serie TV e film stranieri. A partire da agosto 2009, la programmazione del primo canale è strutturata quanto segue:
- მოამბე (moambe) ("Telegiornale") - è il notiziario principale.
- პოლიტიკური კვირა (p'olit'ik'uri k'vira) ("Settimana politica") - un talk show che intervista personaggi del mondo politico.
- პირველი თემა(p'irveli tema) ("Primo Tema") - trasmissione di approfondimento.
- მე მიყვარს საქართველო (mi miq'vars Sakartvelo) ("Io amo la Georgia") - un game show che si occupa di cultura georgiana.
- ცხოვრება მშვენიერია (tskhovreba mshvenieria) ("La vita è bella") - talk show.

Tra le produzioni straniere troviamo invece serie televisive come The OC, Las Vegas e Veronica Mars.